# Arrondissement Douai
Arrondissement Douai (fr. Arrondissement de Douai) je správní územní jednotka ležící v departementu Nord a regionu Hauts-de-France ve Francii. Člení se dále na sedm kantonů a 64 obce.

## Kantony
- Arleux
- Douai-Nord
- Douai-Nord-Est
- Douai-Sud
- Douai-Sud-Ouest
- Marchiennes
- Orchies